# 神崎勲

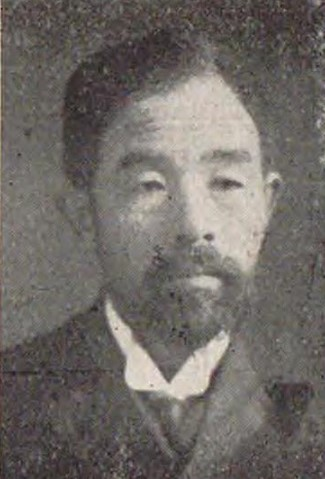
神崎勲

神崎 勲（こうざき / かんざき いさお、1864年9月25日（元治元年8月25日）- 1954年（昭和29年）3月8日）は、日本の実業家、政治家。衆議院議員。号・鶉迫。

## 生涯
豊前国上毛郡四郎丸村（現福岡県豊前市山田）で、酒造家・神崎栄蔵の長男として生まれる。蔵春園で学んだ。家業の他、小倉酒精社長、角屋酒造社長、八尾貯蓄銀行取締役、築上銀行取締役、八尾銀行取締役、宇島銀行取締役、宇島鉄道専務取締役などを務めた。
1907年、福岡県会議員に当選し立憲政友会に所属。1910年から1923年まで県会議長を務めた。その他、福岡県結核予防協会長、同山林会副会長、同教育会長、同実業団体連合会長、同酒造業組合会顧問などを歴任。
1923年7月、第14回衆議院議員総選挙で福岡県第十七区から選出された蔵内次郎作の死去に伴い、その後継者として同年に実施の補欠選挙に出馬して当選。第15回総選挙でも再選され、衆議院議員を連続二期務めた。

## 親族
三井信託取締役副社長を務めた神崎平二は弟で、その長男丈二（首都高速道路公団理事長）の妻は、元三菱銀行会長瀬下清の二女漣。